# 環紋絲隆頭魚
環紋絲隆頭魚，又稱環紋絲鰭鸚鯛，為輻鰭魚綱鱸形目隆頭魚亞目隆頭魚科的其中一種，分布於中西太平洋的馬紹爾群島海域，棲息深度7-22公尺，體長可達10公分，棲息在潟湖和藻礁，以浮游生物為食，生活習性不明。